# Площадь Академика Сахарова (Санкт-Петербург)
Площадь Академика Са́харова (разг. площадь Сахарова) — площадь в Василеостровском районе Санкт-Петербурге на пересечении Менделеевской линии, Биржевой линии и Тифлисской улицы, название которой посвящено академику А. Д. Сахарову, советскому физику, академику, политическому деятелю, диссиденту и правозащитнику.

## Наименование
До 1996 года площадь не имела название. Получила название площадь Академика Сахарова 20 мая 1996 года в честь Андрея Дмитриевича Сахарова, русского физика и общественного деятеля, лауреата Нобелевской премии мира, создателя водородной бомбы, ко дню его 75-летия.

## История
Площадь названа так в 1996 году, в честь 75-й годовщины со дня рождения А. Д. Сахарова.

## Достопримечательности

### Здание Двенадцати коллегий(Университетская набережная, дом 7,Менделеевская линия, дом 2)
Здание Двенадцати коллегий, или Императорский университет, или Санкт-Петербургский государственный университет. Здание в стиле барокко возведено в 1722—1736 годах по проекту архитектора Д. Трезини. Построено для размещения Сената, Синода и десяти министерств (коллегий: «коллегия иностранных дел», «мануфактур-коллегия», «военная коллегия», «адмиралтейская коллегия», «юстиц-коллегия», «коммерц-коллегия», «берг-коллегия», штатс-контор-коллегия, «камер-коллегия», «ревизион-коллегия», «вотчинная коллегия», «главный магистрат»). Выстроено из двенадцати однотипных корпусов, вплотную приставленных друг к другу и обращенных к Неве узким торцевым фасадом. После реформирования коллегий в 1806 году здание передали Главному педагогическому институту, а в 1819 году — вновь созданному Петербургскому университету. Сейчас здесь размещается Санкт-Петербургский государственный университет (в советское время — Ленинградский Государственный университет им. А. А. Жданова): Ректорат и Биологический факультет. Со стороны площади в этом здании находится Научная библиотека имени Горького СПбГУ.

#### Музей истории университета (Университетская набережная, дом 7-9-11Г)
Музей истории Санкт-Петербургского государственного университета

#### Жилой дом химической лаборатории СПбГУ (Университетская набережная, дом 7-11ОА)
СПбГУ, Жилой дом химической лаборатории или Административный корпус. Кирпичное здание построено в 1900 году по проекту архитектора В.В. Эвальда.

### Особняк В.И. Бирюковой (Биржевая линия, дом 8)
Особняк В. И. Бирюковой или Дом В. А. Горошкова . Фабрика пуха и пера братьев Горошковых или Здание Государственный оптический институт им. С. И. Вавилова или Российско-корейский научно-исследовательский оптический центр. Оптическое общество им. Д. С. Рождественского. Трёхэтажное здание в стиле необарокко построено в 1861 году по проекту архитектора А.К. Бруни. С конца XIX века дом  принадлежал купцу В.А. Горошкову. В начале XX века дворовые строения занимала фабрика пуха и пера «Товарищества братьев Горошковых». С 1920-х годов здание отошло к Государственному оптическому институту. Сейчас в доме размещаются различные частные предприятия.

### Дом Елисеевых (Биржевая линия, дом 10)
Производственное здание дома Елисеевых. Трёхэтажное здание построено в 1913 году по проекту архитектора Ф.А. Корзухина для братьев Елисеевых. С 1920-х годов здание отошло к Государственному оптическому институту.

### Библиотека Академии наук (Биржевая линия, дом 1,Тифлисская улица, дом 1)
Библиотека Академии наук. Здание в стиле конструктивизма построено в 1913—1914 и 1924—1925 по проектам архитекторов Р.Р. Марфельда, Р.А. Берзена, Я.Я. Кетчера. Изначальный проект выполнен в неоклассическом духе, с колоннадой коринфского ордера на главном фасаде, однако при завершении строительства в 1920-х годах это сооружение получило более строгий облик, близкий к конструктивизму. 14—15 февраля 1988 года в Библиотеке Академии наук произошёл пожар, в результате было уничтожено около несколько сот тысяч книг и периодических изданий, 1/3 газетного фонда, от воды и влаги пострадало 3,5 миллиона единиц хранения.

### Новобиржевой Гостиный двор(Менделеевская линия, дом 5)
Новобиржевой гостиный двор, или Ленинградский университет, или Санкт-Петербургский государственный университет. Построено в классическом стиле в 1800—1815 годах по проекту архитектора Д. Кваренги как склады товаров. Двухэтажное здание в виде замкнутого четырёхугольника с большим внутренним двором. Нижний этаж представляет собой открытую аркаду, образующую обходную галерею. Окна второго этажа обрамлены полуциркульными наличниками. Стены обработаны рустом, завершены карнизом. На втором этаже были устроены открытые галереи, обращенные в сторону двора. В 1917—1937 годах помещения занимали склады милиции. В 1936 году по проекту архитекторов Я. Я. Кетчера и В. И. Пилявского надстроен 3-й этаж. С 1934 года здание занимает Санкт-Петербургский государственный университет: исторический и философский факультеты, и Медицинский колледж СПбГУ.

### Памятник Андрею Сахарову
Памятник Андрею Сахарову. Скульптура работы художника Л. К. Лазарева была установлена на гранитной глыбе-постаменте в ночь с 3 на 4 мая 2003 года, открытие состоялось 5 мая. На лицевой стороне валуна выбита надпись: «Академик А. Сахаров». Сахаров представлен как импрессионистическая характерная сутулая S-образная фигура с гордо поднятой головой из позеленевшей бронзы, с нечёткими формами сырой глины. Статуя как бы парит в воздухе. Руки учёного заведены за спину и создают впечатления не то рук заключённого (изначально скульптор делал фигуру в смирительной рубашке).

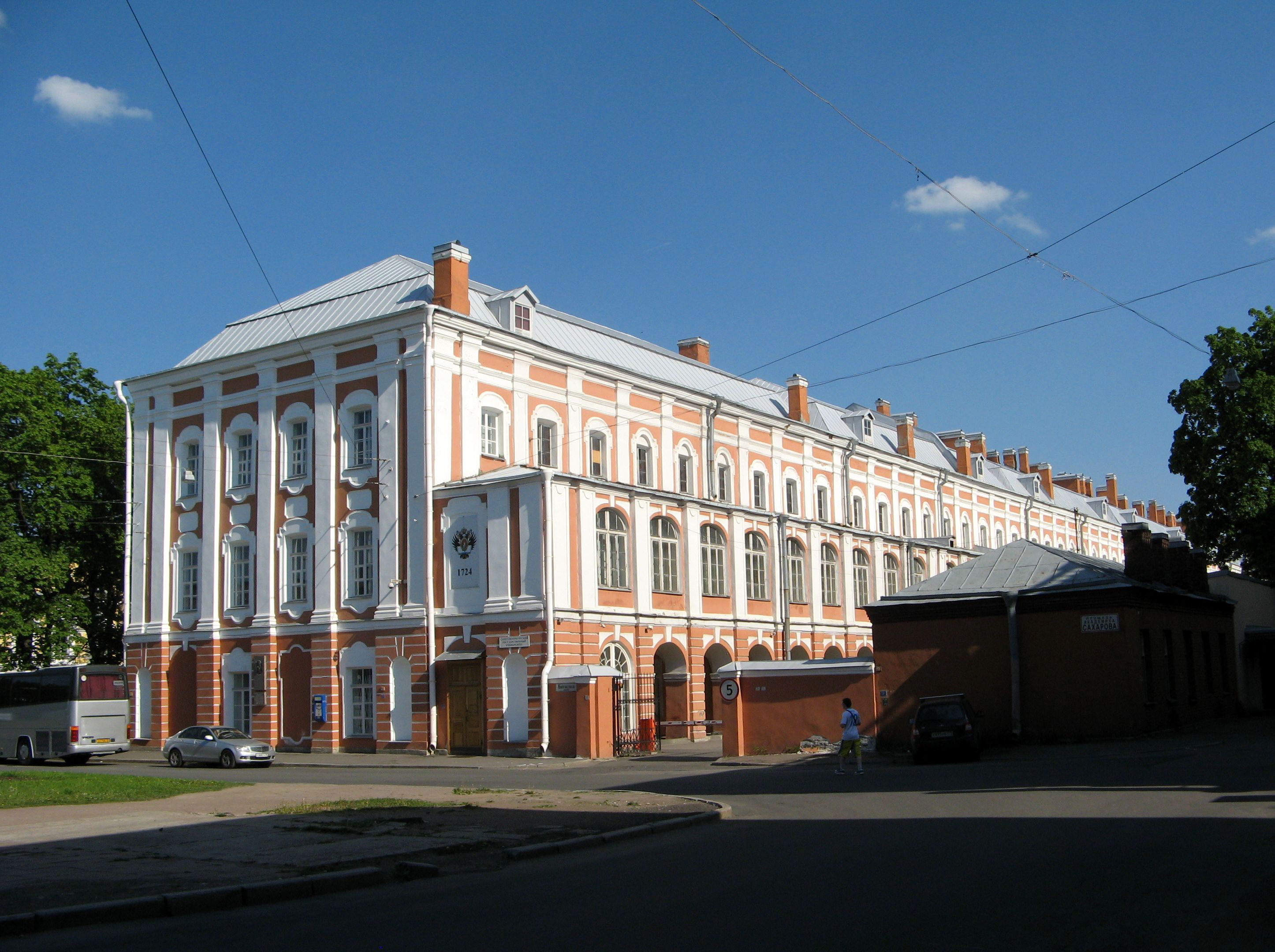
Здание Двенадцати коллегий. Вид со стороны площади
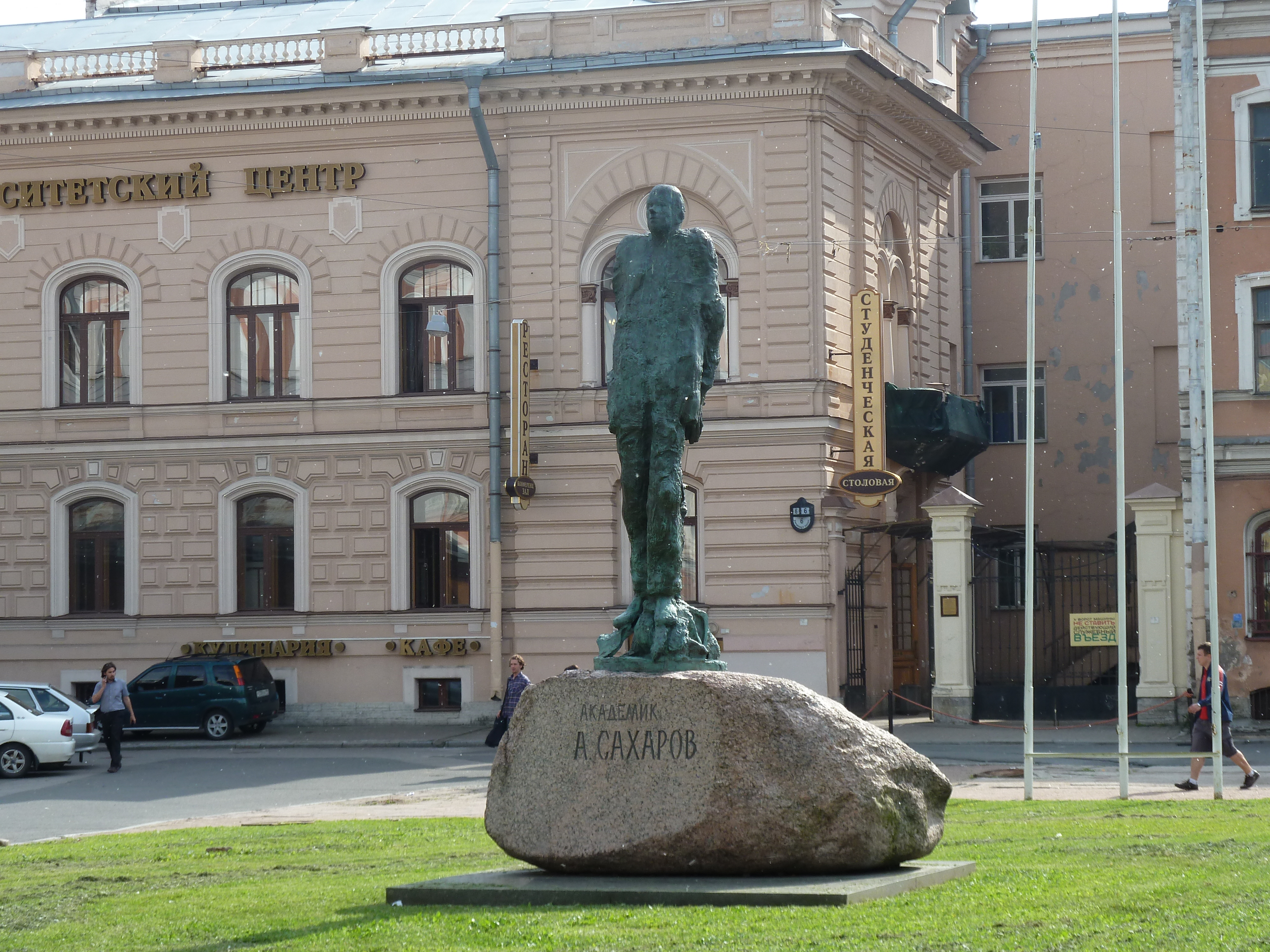
Памятник Андрею Сахарову на фоне домов по Биржевой линии
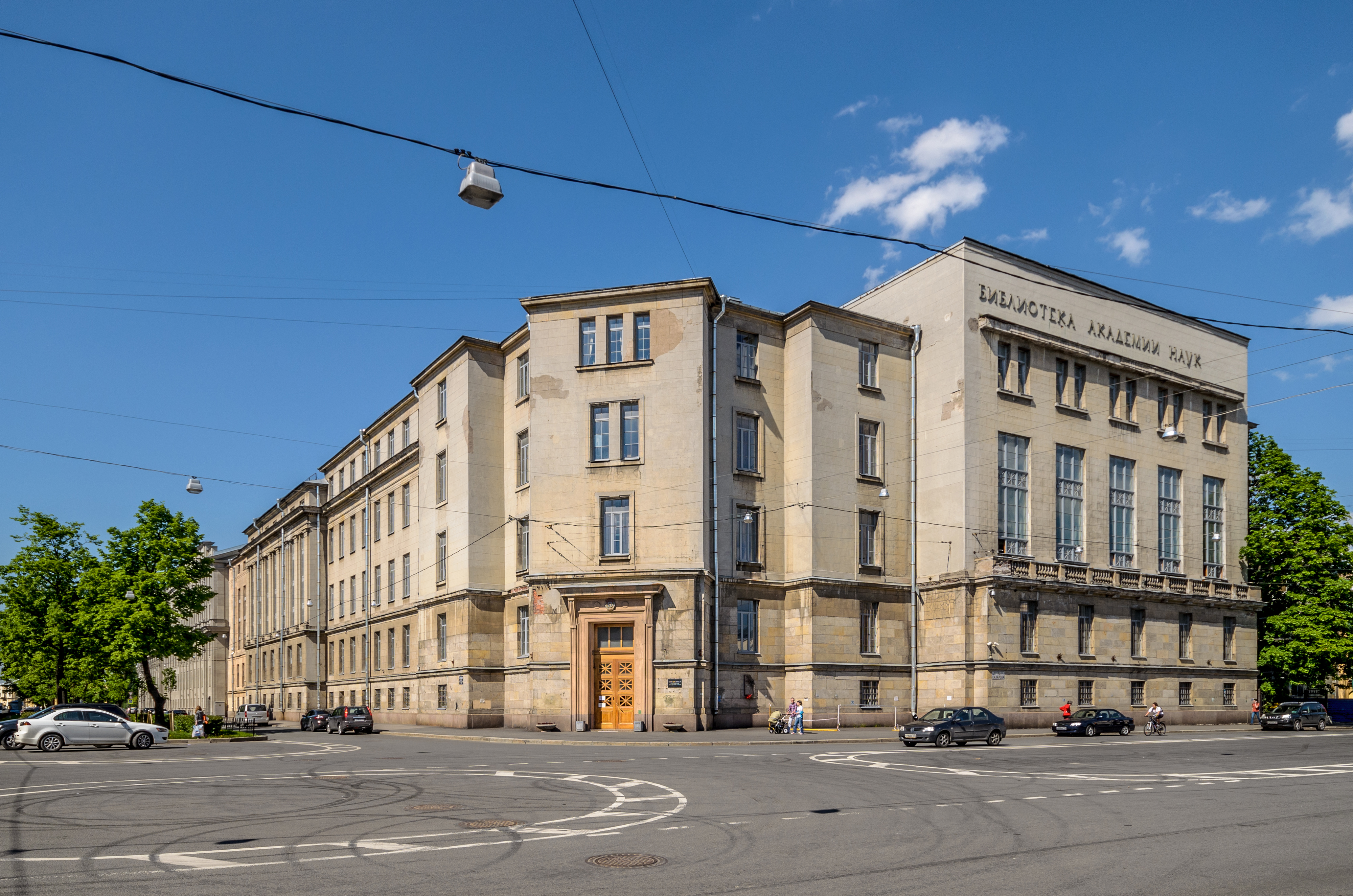
Здание Библиотеки Академии наук
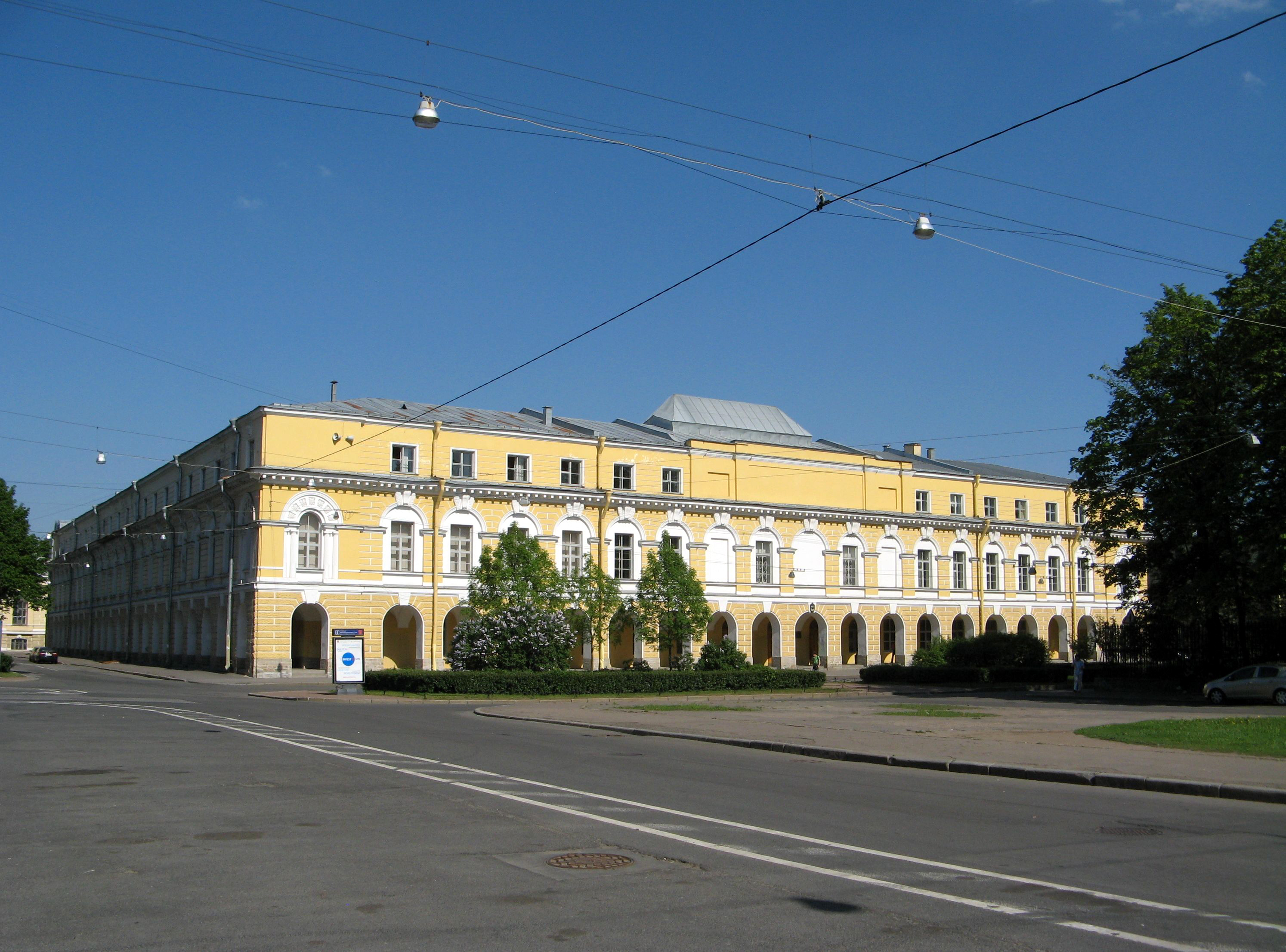
Новобиржевой гостиный двор

## Транспорт
Ближайшие станции метро к площади Академика Сахарова:  «Спортивная» (пешком до площади 930 м),  «Василеостровская» (1,4 км),  «Адмиралтейская» (1,8 км),   «Невский проспект» (2,4 км),  «Горьковская» (2,5 км).
Ближайшая остановка общественного наземного транспорта находится на Университетской набережной: остановка «Университет»: автобусы 7, 24. троллейбусы 1, 10, 11, 28.